# (10377) Kilimanjaro
(10377) Kilimanjaro ist ein Asteroid des äußeren Hauptgürtels, der am 14. Juli 1996 vom belgischen Astronomen Eric Walter Elst am La-Silla-Observatorium (Sternwarten-Code 809) der Europäischen Südsternwarte in Chile entdeckt wurde.
Der Asteroid ist nach dem im Nordosten von Tansania gelegenen Kilimandscharo-Massiv benannt, das im Wesentlichen aus drei erloschenen Vulkanen besteht, deren höchster der auch Uhuru Peak genannte Kibo („der Helle“) ist. Der auf 5895 m liegende Gipfel des Kibo ist der höchste Berg Afrikas.